# Restaurant Waage

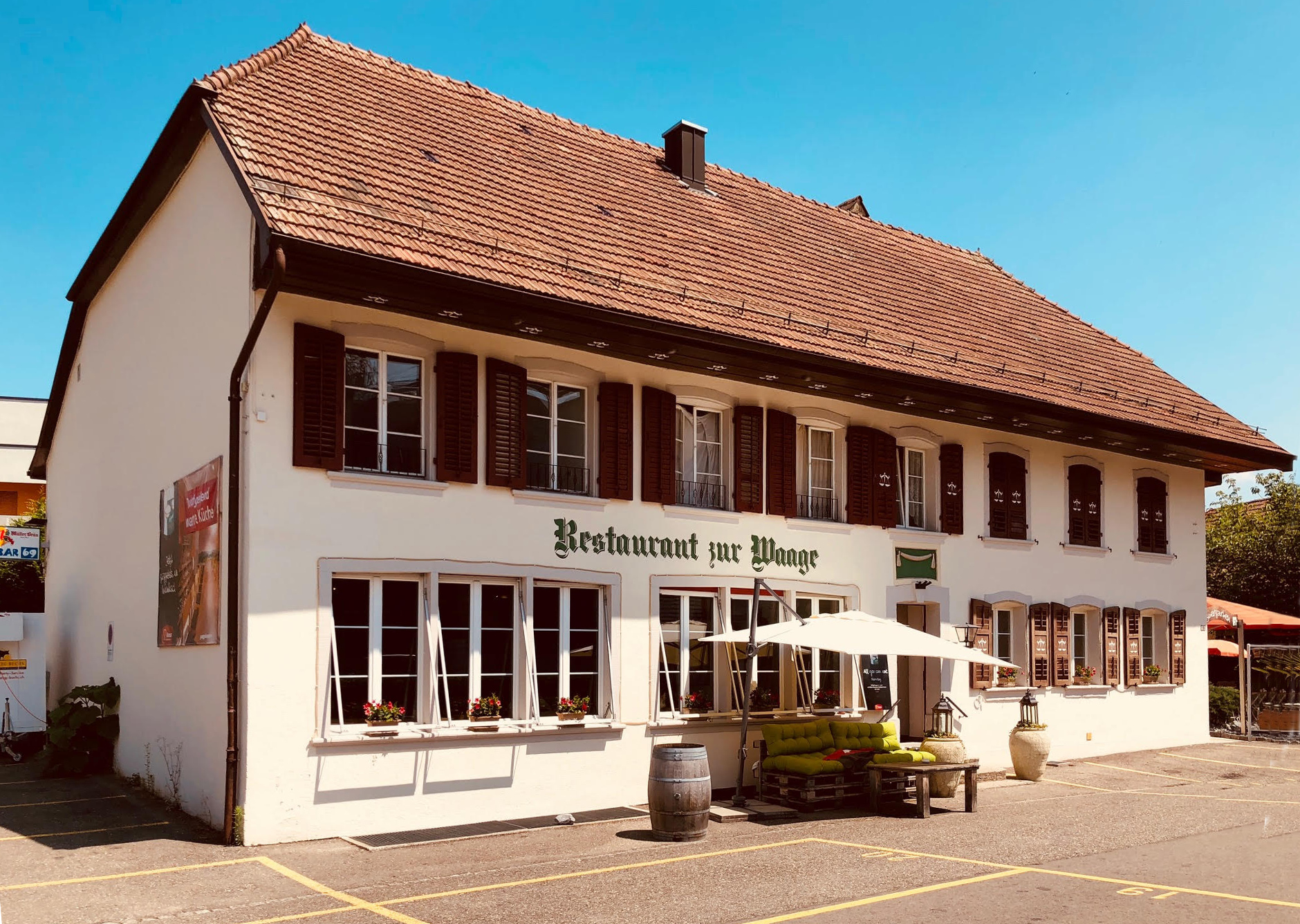
Restaurant Waage (Windisch)

Das Restaurant Waage in der Gemeinde Windisch im Kanton Aargau an der Reuss ging aus einem Bauernbetrieb des frühen 19. Jahrhunderts hervor. In dem 1819 errichteten Vielzweckbau wurde mit behördlicher Bewilligung seit 1881 eine Speisewirtschaft betrieben. Im Laufe des 20. Jahrhunderts erfuhr das Haus zahlreiche bauliche Veränderungen, die nur Teile der Vorderfront und der südöstlichen Stirnfront unangetastet liessen. Das Gebäude nimmt im Ortsbild eine prominente Eckstellung ein.

## Standort
Das Restaurant Waage, seit 1881 eine Speisewirtschaft, wurde 1819 als gemauerter Vielzweckbau im spätbarocken Stil errichtet und bewahrt aus der Erbauungszeit am alten Wohnteil noch die charakteristische Stichbogenfensterung. Sie wurde bei der Gestaltung der umgenutzten Ökonomie nachempfunden; störender sind die baulichen Veränderungen der Rückfront. In seiner markanten Lage an der Verzweigung von Zürcherstrasse und Dorfstrasse spielt das Gebäude im Ortsbild eine wichtige Rolle.
Das Haus ist ein langgestreckter, schon ursprünglich grösstenteils massiv errichteter Putzbau. Sein Halbwalmdach spannt sich über den südseitigen Wohnteil, der sein Erscheinungsbild weitgehend bewahren konnte, und das daran anschliessende Scheunenvolumen, das nach und nach ebenfalls dem Gastwirtschaftsbetrieb einverleibt wurde. Der alte Wohnteil mit der eigentlichen Gaststube zeigt eine für das frühe 19. Jahrhundert charakteristische spätbarocke Befensterung von 4 × 2 Fensterachsen. Die aus Muschelkalk gefertigten Gewände sind aussen stichbogig ausgeschnitten, mit einem Ladenfalz sowie gerundet profilierten Simsen versehen.
Zwischen dem Stichbogentürgewände des Hauseingangs und dem darüber legenden Fenster vermittelt eine Hausteinbrüstung mit einer skulptierten Girlande, die ein typisches Louis-seize-Motiv darstellt. Die vermutlich im frühen 20. Jahrhundert bei der Umnutzung der Scheune hinzugefügten Fensteröffnungen in der einstigen Scheunenwand wurden den bestehenden Fensterformen angepasst, so dass die Vorderfront des Gebäudes einen einigermassen einheitlichen Charakter zeigt.